# Sophie Lillie
Sophie Lillie (* 1970 in Wien) ist eine österreichische Kunst- und Zeithistorikerin.

## Leben
Lillie studierte Kunstgeschichte in Wien und den Vereinigten Staaten und erhielt an der Columbia University den Abschluss Master of Arts. Zwischen 1995 und 2001 war sie für die Israelitische Kultusgemeinde Wien im Bereich Restitution tätig. Seit 2001 ist sie freiberuflich in der Provenienzforschung tätig. Sie schrieb drei Beiträge im jüdischen Kulturmagazin Nu.

## Auszeichnungen
- 2003 Buch Was einmal war. Bruno-Kreisky-Preis für das politische Buch, Anerkennungspreis.
- 2009 Förderungspreis der Stadt Wien in der Sparte Wissenschaft
- 2013 Johanna-Dohnal-Förderpreis

## Schriften
- Was einmal war. Handbuch der enteigneten Kunstsammlungen Wiens. Czernin Verlag, Wien 2003, ISBN 978-3-7076-0049-0.
- Feindliche Gewalten. Das Ringen um Gustav Klimts Beethovenfries. Czernin Verlag, Wien 2018, ISBN 978-3-7076-0588-4.